# Louise Laparé
Pour les articles homonymes, voir Laparé.
Louise Laparé est une actrice québécoise, née le 24 novembre 1949.

## Biographie
Louise Laparé est la conjointe de l'acteur Gaston Lepage.

## Filmographie
- 1972 : Les Smattes : Ginette Drouin
- 1974 : La Petite Patrie (série télévisée) : Lucie Germain
- 1981 : Les Plouffe : Jeanne Duplessis
- 1981 : Salut! J.W. (TV) : Louise Côté
- 1982 : Métro-boulot-dodo : Françoise Cadieux
- 1984 : Le Marchand d'armes (The Gunrunner) : Woman in China
- 1984 : Le Crime d'Ovide Plouffe : Jeanne Plouffe
- 1985 : Manon (série télévisée) : Madeleine Corbeil
- 1988 : Rock : Jennifer Auger
- 1988 : Jeunes loups des années folles (en) (Chasing Rainbows) (feuilleton TV) : Arlette
- 1989 : The Rainbow Warrior Conspiracy (en) (TV) : Dominique Prieur
- 1991-1994 : Marilyn (feuilleton TV) : Solange Landry-St-Jean
- 1992 : Scoop (série télévisée) : Monique Dubé
- 1992-1993 : La Misère des riches II : Josianne Nadeau
- 1993 : Shehaweh (série télévisée) : Marguerite Bourgeoys
- 1993 : Ent'Cadieux (série télévisée) : Noëlla Paquette
- 1994-1995 : Les Nouvelles Aventures des Intrépides (série télévisée) : Mme Loiselle
- 1996 : L'Homme idéal : Gabrielle Viens
- 1996 : Joyeux Calvaire : Juliette
- 1996 : Le Mot de la fin : Dernier appel (téléthéâtre) : Christine Longpré
- 2001 : Emma (série télévisée) : Me Agathe Morin
- 2002-2009 : Annie et ses hommes (série télévisée) : Louise Gervais
- 2004 : Il Duce Canadese (en) (feuilleton TV) : Ginette
- 2004 : Nouvelle-France : Mère Marthe-de-la-Pasion
- 2005-2007 : Minuit, le soir (série télévisée) : Suzanne
- 2006 : Un dimanche à Kigali : épouse de Manu
- 2010 : En audition avec Simon (Webtélé)
- 2010-2014 : Toute la vérité (série télévisée) : Juge Pellerin
- 2011 : Coteau rouge d'André Forcier : Micheline Blanchard
- 2013 : Mon meilleur ami (série télévisée) : Louise
- 2019 : Les Fleurs oubliées d'André Forcier : Bourgeoise Louise